# Base sous-marine de Brest
La base sous-marine de Brest est un immense bunker de la Seconde Guerre mondiale, destiné à abriter la 1re et la 9e flottille d'U-Boote de la Kriegsmarine.

## Histoire
Bien que la base sous-marine de Lorient soit plus grande avec ses trois abris (Kéroman I, II et III), le bunker de Brest est le plus grand jamais construit.

### Construction du U-bunker
La construction, confiée à l'organisation Todt, commence en 1941 et s'achève officiellement le 13 mai 1942, après environ 500 jours. La Kriegsmarine utilise des installations de la Penfeld préexistantes : la base est ainsi construite au pied de l’École Navale, au lieu-dit « Les 4 pompes ». Les U-Boote utilisent les premiers alvéoles dès fin 1941. Le 13 septembre 1941, la première tranche de l'U-Bunker est inaugurée par l'U-372 du K.L. Heinz-Joachim Neumann.

### Caractéristiques de l'U-Bunker
- Dimensions : 300 × 175 × 18 mètres[1].
- 15 bassins dont 10 cales sèches.
- murs de 1 à 2 mètres d'épaisseur pour séparer les différents bassins.
- Côté mer les bassins sont fermés, dans le tiers supérieur par une dalle de béton et en dessous par des volets métalliques mobiles pare-éclats.
- Dalle de couverture 4,20 mètres au début puis renforcée à 6,10 mètres.
- Aux angles ont été construits des bunkers supportant des matériels de Flak[1].

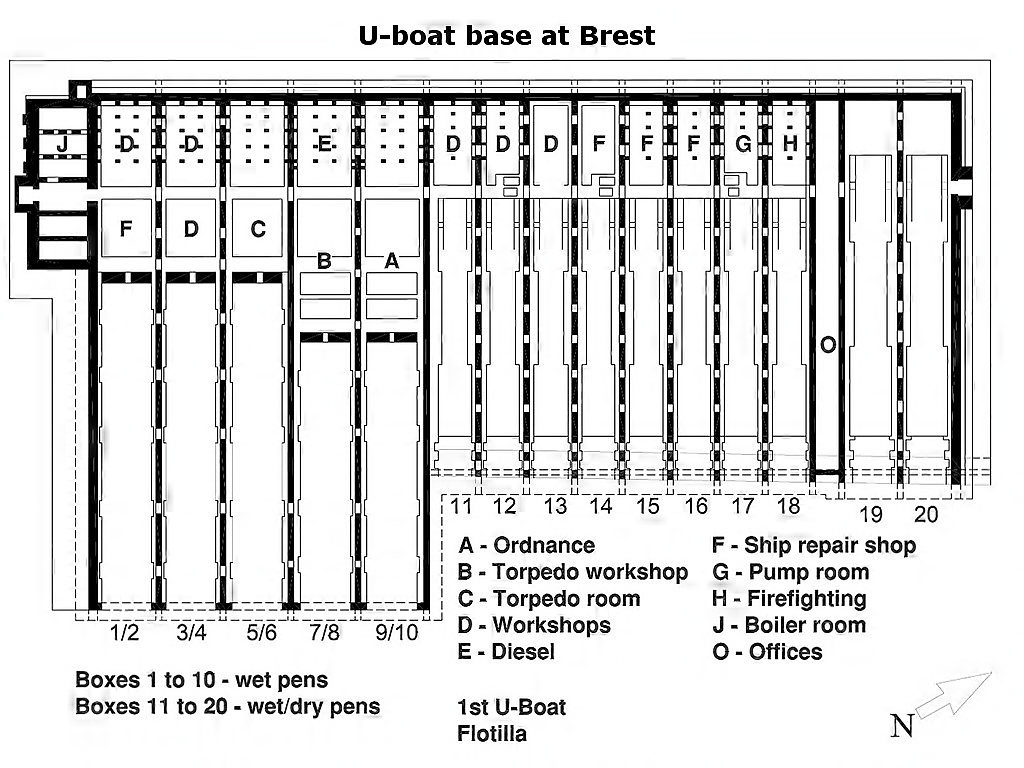
Plan de la base

## Utilisation

### Seconde Guerre mondiale
Deux Flottilles sont basées à Brest, la 1re U-Flottille, qui arrive de Kiel en juin 1941 et la 9e U-Flottille, créée à Brest en novembre 1941.

#### Commandement de la 1.U-Flottille
- De janvier 1940 à octobre 1940 par le K.K. Hans Eckermann (pl) (U-A, U-20).
- De novembre 1940 à février 1942 par le K.K. Hans Cohausz (pt) (U-30, U-A) (Qui prendra le commandement de la 11.U-Flottille à Bergen).
- De mars 1942 à juillet 1942, intérim par le K.L. Heinz Buchholz (pt) (U-24, U-15, U-195, U-177).
- De juillet 1942 à septembre 1944 (Date de la dissolution de la Flottille) par le K.K. Werner Winter (en) (U-22, U-103).

#### Commandement de la 9.U-Flottille
- De novembre 1941 à mars 1942 par K.L. Jürgen Oesten (U-61, U-106, U-861).
- De mars 1942 à août 1944 (Date de la dissolution de la Flottille) par K.K. Heinrich Lehmann-Willenbrock. (U-8, U-5, U-96, U-256). Quitte Brest à bord de l'U-256 et prend le commandement de la 11.U-Flottille à Bergen.

Le premier U-Boot arrive à Brest en août 1940. Il s'agit de l'U-65 (Type IX-B). D'août 1940 à septembre 1944, la base accueille environ 134 U-Boote différents, ainsi que deux sous-marins italiens et un sous-marin japonais. Au plus fort de la bataille de l'Atlantique, en mars 1943, ils sont jusqu'à 26 U-Boote à séjourner en même temps. Ces U-Boote ont participé à toutes les campagnes de l'arme sous-marine allemande, du nord au sud de l'Atlantique jusqu'aux côtes américaines.
Parmi les nombreux commandants de sous-marins à être passés par la base de Brest, deux as de l'armée sous-marine ont eu pour port d'attache Brest. Reinhard Sühren (U-564) coula 19 navires avec un total de 96 444 tonnes. Il fut notamment officier de quart sous les ordres d'Herbert Schultze (U-48) et fut finalement promu Fregattenkapitän le 1er juin 1944. Adalbert Schnee (U-201) : 23 navires avec un total de 95 889 tonnes et en endommagea 3 autres.

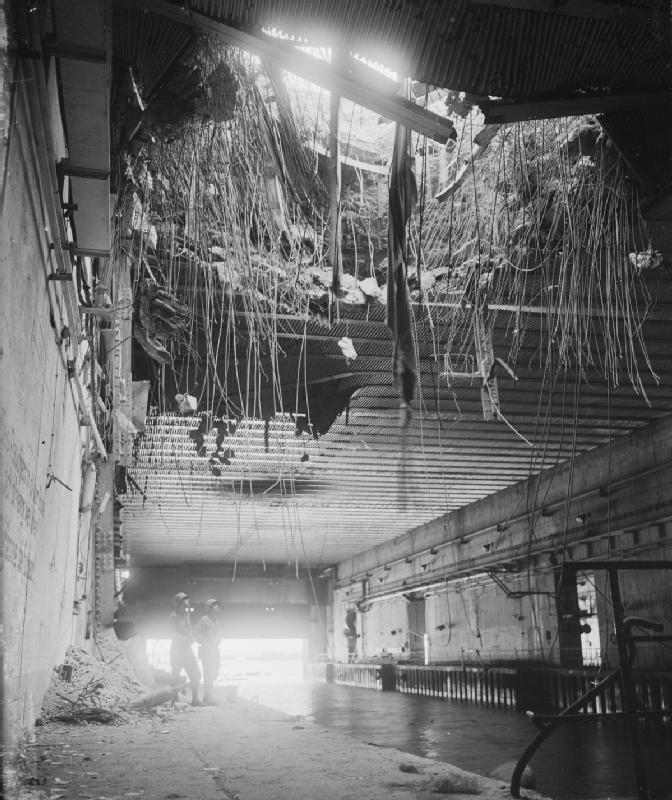
Dégâts occasionnés par les bombardements d'août 1944

Au cours de la guerre, la base sous-marine subira un total de 82 attaques venant de la R.A.F et de l'USAAF. Trois attaques aériennes importantes seront menées par les Lancaster du Squadron no 617 les 5, 12 et 13 août 1944. Durant ces bombardements, huit bombes de 5 443 kg (12 000 lb) Tallboy touchèrent leur but, cinq d'entre elles réussissant à percer l'épais toit de béton de l'U-Bunker en créant des cratères de 5 mètres de diamètre. Cependant, les dégâts à l'intérieur sont superficiels et les U-Boots sont épargnés.
Le 4 septembre 1944, le dernier U-Boot à quitter l'U-Bunker sera l'U-256 du capitaine de corvette Heinrich Lehmann-Willenbrock.
Lorsque le huitième corps américain libère Brest après de furieux combats, il ne restera que l'U-415 (Type VII C), de l'O.L. Herbert Werner (en), dans l'alvéole no 4, ce dernier ayant pu quitter Brest avec l'U-953.

### Après-Guerre
Aujourd'hui encore, de nombreux ouvrages, de type Bunker, destinés à la protection de la base sous-marine subsistent et peuvent être observés aux alentours de celle-ci, mais la plupart d'entre eux sont situés en zone militaire. La fermeture de la base était prévue pour 2020 mais elle est toujours en activité pour les réparations de deux bateaux-écoles: l'Etoile et la Belle Poule.

## Galerie

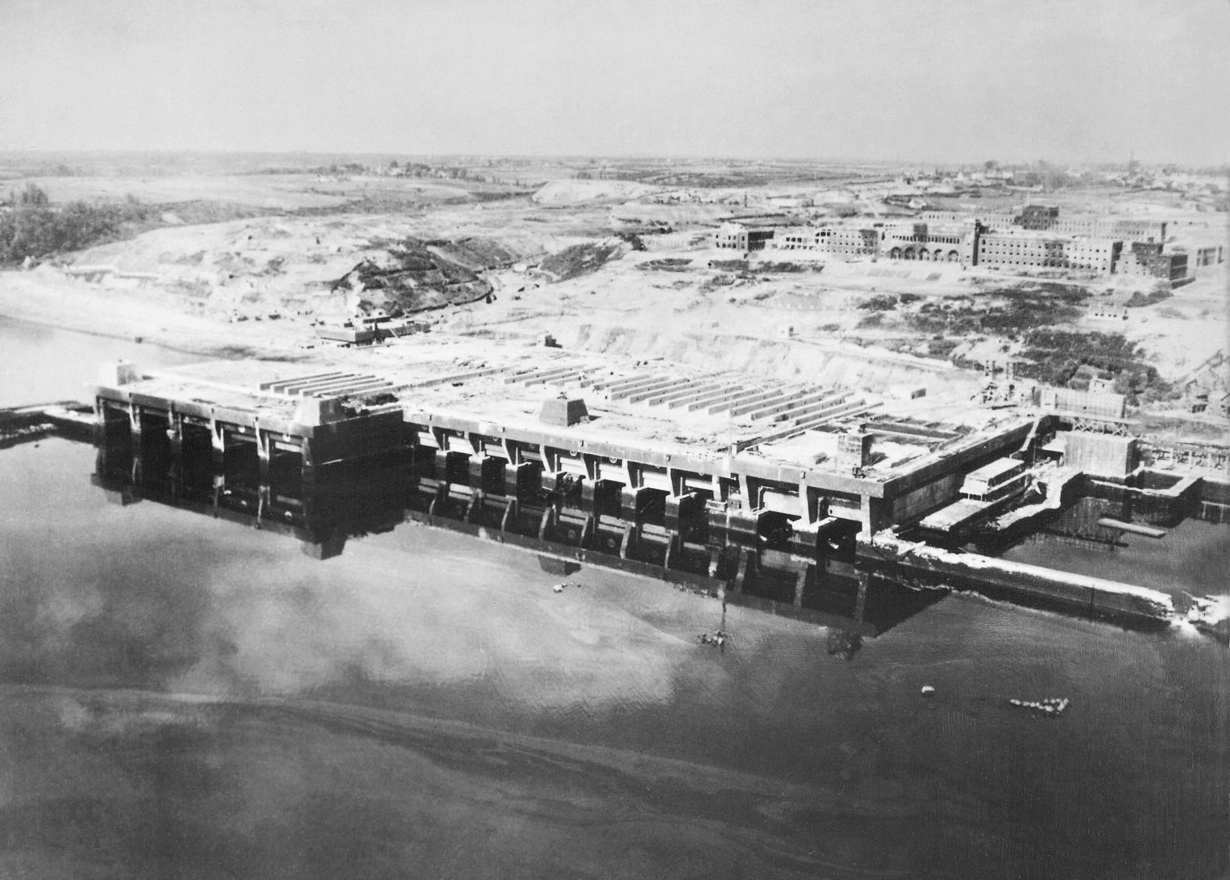
Vue générale en août 1944
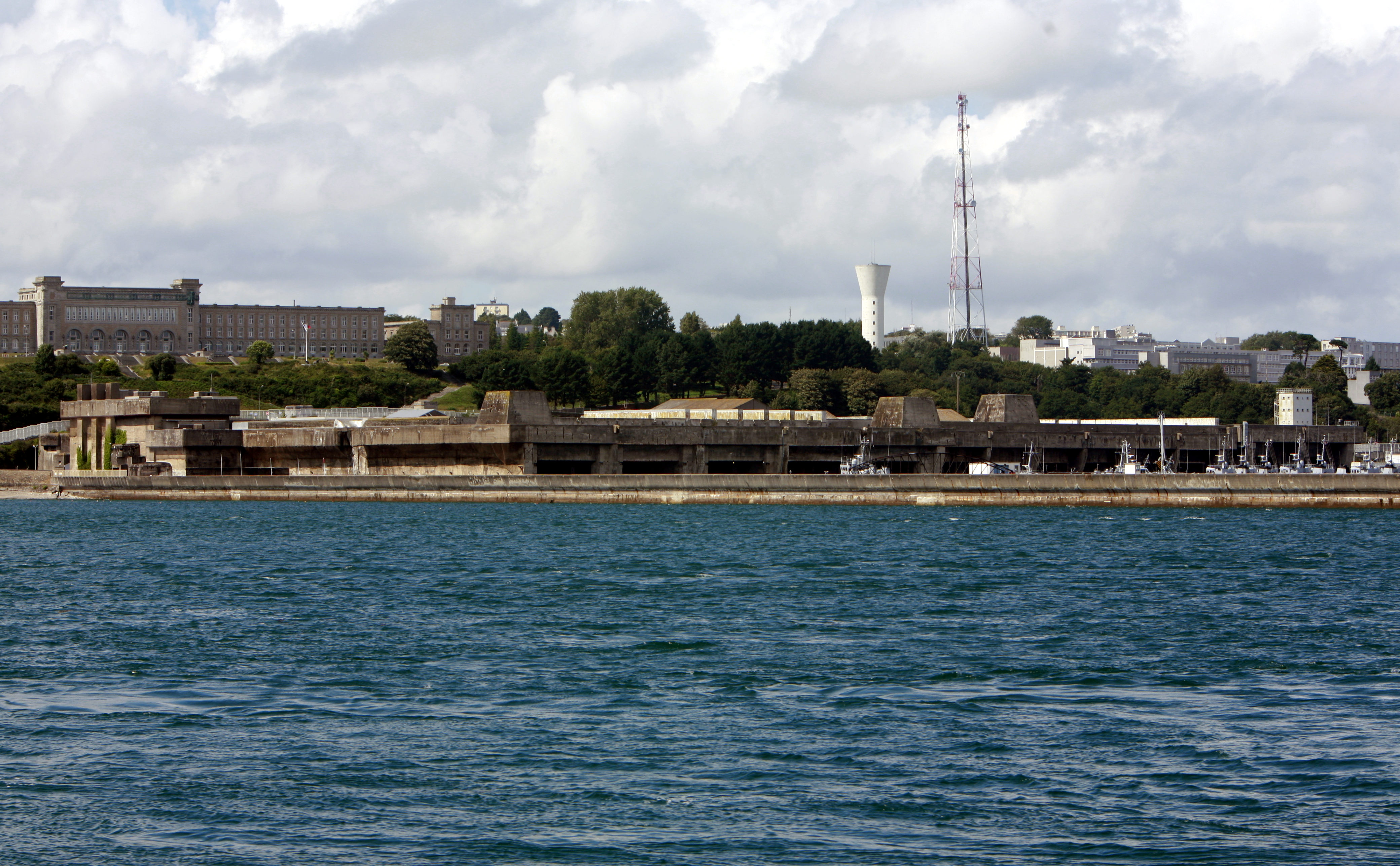
Vue générale en 2009
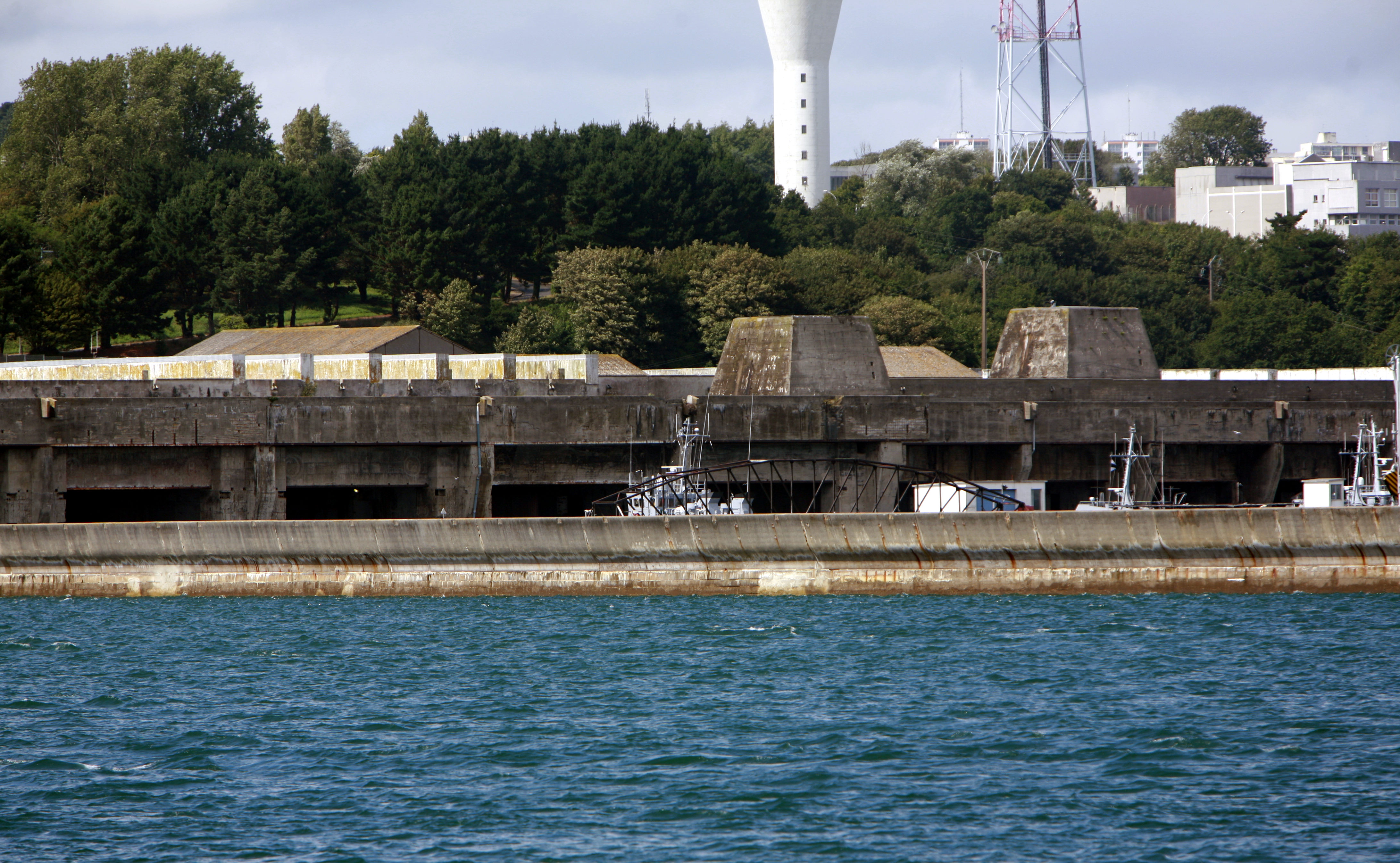
Détail en 2009